# Ewig
Ewig was van 2012 tot 2019 een Duitse popband.

## Bezetting
- Jeanette Biedermann[2] (zang)
- Jörg Weißelberg[3] (zang, gitaar)
- Christian Bömkes[4] (basgitaar, piano)

## Geschiedenis
Biedermann en Weißelberg ontmoetten Christian Bömkes in een geluidsstudio. Deze ontmoeting was het begin van de formatie rond de jaarwisseling van 2011/2012. In augustus 2012 werd hun eerste single Ein Schritt weiter uitgebracht, die zich kon plaatsen in de hitlijst. Hun debuutalbum Wir sind Ewig volgde in september en bevat uitsluitend Duitse songs over liefde en romantiek. Het kon zich plaatsten in de top 50 van de Duitse albumhitlijst. De gelijknamige tournee van het album leidde hen in oktober en november door Duitsland, Oostenrijk en Zwitserland
De tweede single Sieh mich an verscheen in februari 2013. Samen met de band Pur ging Ewig in het voorjaar van hetzelfde jaar op een tweede tournee. In augustus 2013 werd de song Unser Himmel van het debuutalbum als single gepubliceerd. In december 2014 werd met Indianerehrenwort de eerste single uit het gelijknamige album uitgebracht, dat werd uitgebracht in januari 2015. In mei 2015 werd de tweede single Wahre Helden uit het album uitgebracht. Deze song dient als reclamesong voor de DRK Blutspende.
In augustus 2015 nam de band deel aan het Bundesvision Song Contest 2015 en plaatste zich als achtste met het nummer Ein Geschenk, de derde single uit het album Indianerehrenwort. In augustus 2016 werd de single Es geht mir gut, de titelsong van de bioscoopfilm Conni & Co, uitgebracht. Op de daarbij behorende soundtrack is de band vertegenwoordigd met zes songs. De muziekvideo werd op het oorspronkelijke filmpodium gedraaid.
In april 2019 werd de ontbinding van de band bekendgemaakt.

## Discografie

### Singles
- 2012:	Ein Schritt weiter
- 2013: Sieh mich an
- 2013: Unser Himmel
- 2014:	Indianerehrenwort
- 2015: Wahre Helden
- 2015: Ein Geschenk
- 2016: Es geht mir gut

### Albums
- 2012:	Wir sind Ewig
- 2015:	Indianerehrenwort